# Sannicandro di Bari
Sannicandro di Bari est une commune italienne de la ville métropolitaine de Bari dans la région des Pouilles.

## Histoire
L'attraction principale de la ville est le château normand-souabe, situé dans le centre médiéval. Il est composé de deux structures l'une dans l'autre : la première fut construite par les Byzantins en 916, avec une ligne de murs en pierre avec six tours quadrangulaires. Après la conquête normande de Bari en 1071, le château fut restauré. Sous le règne en Sicile de Frédéric II de Hohenstaufen, la structure fut adaptée pour être utilisée comme château.
Les autres sites touristiques incluent :
- Église de Santa Maria Assunta
- Monument commémoratif de guerre

## Administration
| Période                                  | Période | Identité | Étiquette | Qualité |
| ---------------------------------------- | ------- | -------- | --------- | ------- |
|                                          |         |          |           |         |
| Les données manquantes sont à compléter. |         |          |           |         |

### Communes limitrophes
Acquaviva delle Fonti, Adelfia, Binetto, Bitetto, Bitritto, Cassano delle Murge, Grumo Appula